# 最小公倍数

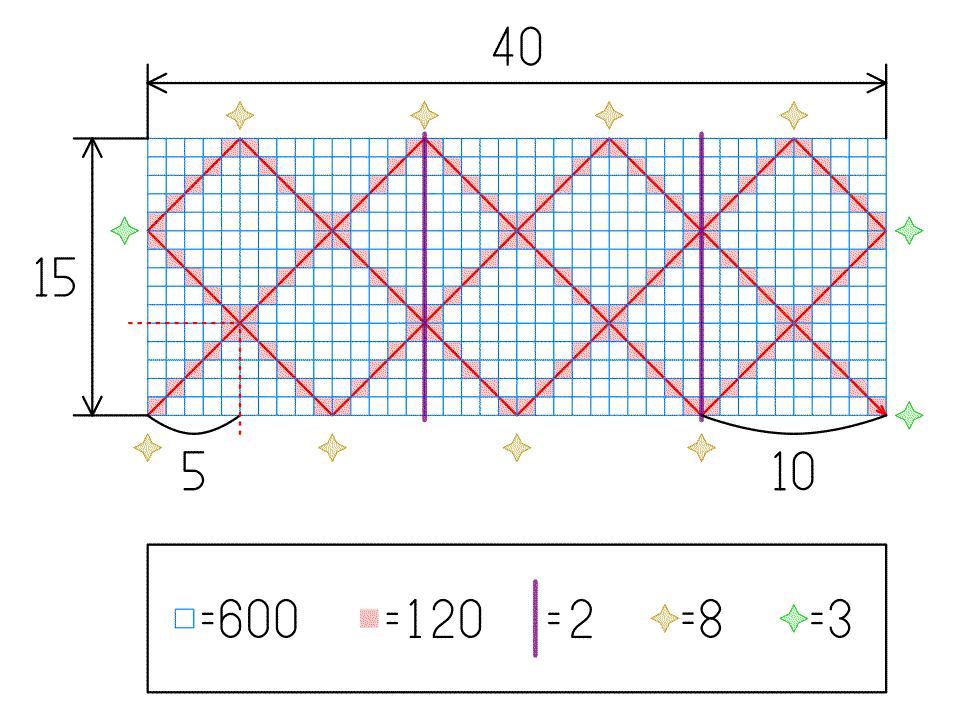
40と15に関する次の要素が埋め込まれた図:
積(600)、
商と剰余(40÷15=2余り10)、
最小公倍数(120)、
最大公約数(5)、
比(8:3)

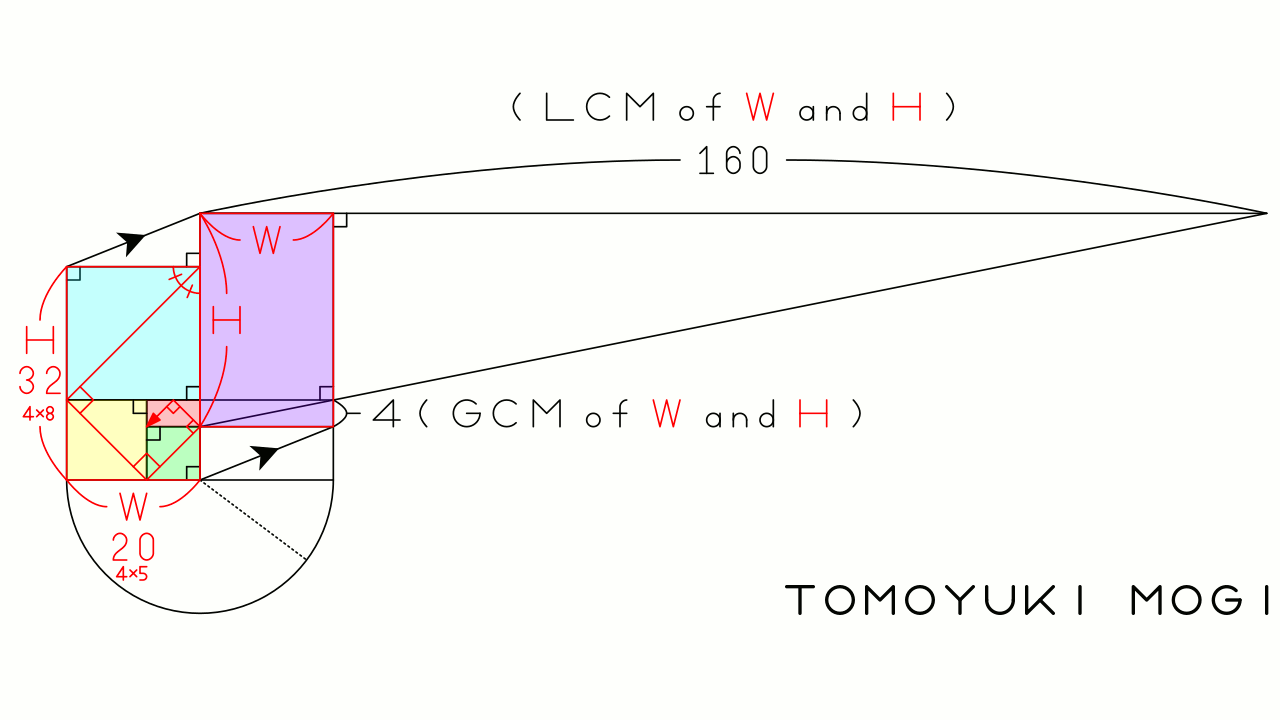
幾何学的に２つの整数(WとH)及びその最大公約数並びに最小公倍数を長さとして表せる。この図では、WとHを長方形の幅と高さに割り当て、最大公約数をユークリッドの互除法に基づく方法で長さとして求めだし、長方形の面積(WとHの積)を最大公約数で割った結果として最小公倍数も長さとして求めだしている。

最小公倍数（さいしょうこうばいすう、英: least common multiple）とは、{\displaystyle 0}ではない複数の整数の公倍数のうち最小の自然数を指す。度々、L.C.M.やlcm等の省略形で記述される。

## 定義
2つ以上の整数 {\displaystyle a_{1},\ldots ,a_{n}}の最小公倍数とは、{\displaystyle a_{1},\ldots ,a_{n}}の公倍数のうち最小の正整数である。
つまり、{\displaystyle a_{1},\ldots ,a_{n}}を、素数 (prime) p を用いて
{\displaystyle a_{j}=\varepsilon _{j}\prod _{p:\,\mathrm {prime} }p^{e_{p}(j)}\ \ \ (e_{p}(j)\geq 0,\ \ \varepsilon _{j}=\pm 1)}
と素因数分解したとき、{\displaystyle a_{1},\ldots ,a_{n}}の最小公倍数は
{\displaystyle \prod _{p:\,\mathrm {prime} }p^{\max\{e_{p}(1),\ldots ,e_{p}(n)\}}}
で与えられる。
例えば、12 と 16 の最小公倍数は 48 である。
12 = 22×31
16 = 24
48 = 24×31

## 諸概念
公倍数は最小公倍数の倍数である。
証明
{\displaystyle a,b,c,\cdots ,z} の最小公倍数を {\displaystyle l} とする．
{\displaystyle a,b,c,\cdots ,z} の一般の公倍数を {\displaystyle m} とし，{\displaystyle m=ql+r,\quad (0<r<l)} と置く。
変形して {\displaystyle r=m-ql} …①
①右辺は {\displaystyle m} は {\displaystyle a,b,c,\cdots ,z} の公倍数、{\displaystyle l} も同じく {\displaystyle a,b,c,\cdots ,z} の公倍数。
よって①の左辺 {\displaystyle r} は {\displaystyle a,b,c,\cdots ,z} の公倍数になる。
しかし{\displaystyle 0<r<l} となり、最小公倍数 {\displaystyle l} よりも一般公倍数 {\displaystyle r} が小さく矛盾．
すなわち {\displaystyle r=0}。よって公倍数 {\displaystyle m=ql} であり最小公倍数の倍数となっている．(証明終）

正整数{\displaystyle a,\ b}に対して、{\displaystyle a}と{\displaystyle b}の最大公約数{\displaystyle \mathrm {gcd} (a,\ b)}と最小公倍数{\displaystyle \mathrm {lcm} (a,\ b)}との間には
{\displaystyle \mathrm {gcd} (a,\ b)\cdot \mathrm {lcm} (a,\ b)=ab}
という関係がある。
しかし、この関係式は3つ以上の正整数に対しては一般には成立しない。例えば、{\displaystyle a=2,\ b=6,\ c=15}とすると、{\displaystyle \mathrm {gcd} (a,\ b,\ c)=1,\ \mathrm {lcm} (a,\ b,\ c)=30}であるが、{\displaystyle abc=180}である。

## 多項式の最小公倍数
多項式の{\displaystyle 0}でない公倍数のうち、最も次数の低いものを最小公倍数という。例えば、{\displaystyle x^{3}-x}と{\displaystyle x^{3}+x^{2}-x-1}の最小公倍数は{\displaystyle x(x+1)^{2}(x-1)}である。
多項式の最小公倍数は定数倍を除いて1つしか存在しない。